# Disphragis carantis
Disphragis carantis är en fjärilsart som beskrevs av William Schaus 1928. Disphragis carantis ingår i släktet Disphragis och familjen tandspinnare. Inga underarter finns listade i Catalogue of Life.